# Ptychopseustis amoenella
Ptychopseustis amoenella is een vlinder van de familie van de grasmotten (Crambidae), uit de onderfamilie van de Glaphyriinae. De wetenschappelijke naam van deze soort is voor het eerst voorgesteld als Diptychophora amoenella door Pieter Snellen in een publicatie uit 1880.
De soort komt voor in Indonesië (Sulawesi) en Australië (Queensland).